# Dorfkirche Wiegendorf

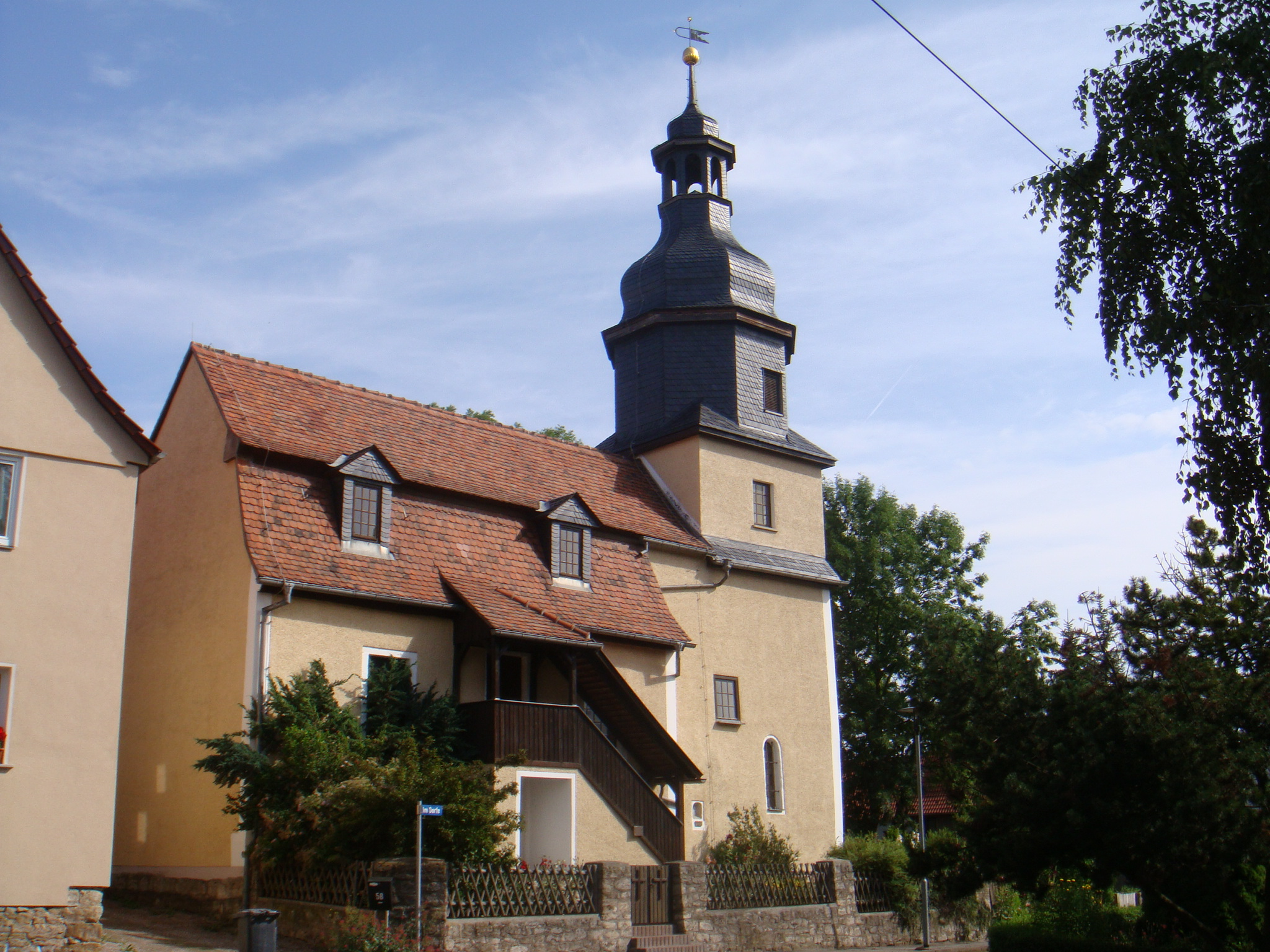
Die Kirche

Die evangelische Dorfkirche Wiegendorf steht in der Gemeinde Wiegendorf im Landkreis Weimarer Land in Thüringen. Sie gehört zum Kirchspiel Mellingen-Umpferstedt im Kirchenkreis Weimar der Evangelischen Kirche in Mitteldeutschland.

## Geschichte
Nach einem großen Dorfbrand im Dreißigjährigen Krieg wurde die Kirche 1685 wieder aufgebaut. 1739 musste der mangelhafte Bau wieder abgetragen und neu errichtet werden.

## Architektur
Die kleine Kirche hat einen rechteckigen Chor und Rundbogenfenster und auf der Südseite zwei Türen übereinander. Der Chor ist mit einer Flachdecke versehen. Der neue nüchterne Holzaltar, der 1931 einen barocken Kanzelaltar ersetzte, erhielt keine Farbe. Emporen und Gestühl des 18. Jahrhunderts strich man 1953–55 mit roter Farbe an.
Das Sandsteintaufbecken mit Sockel ist aus dem 16. Jahrhundert.

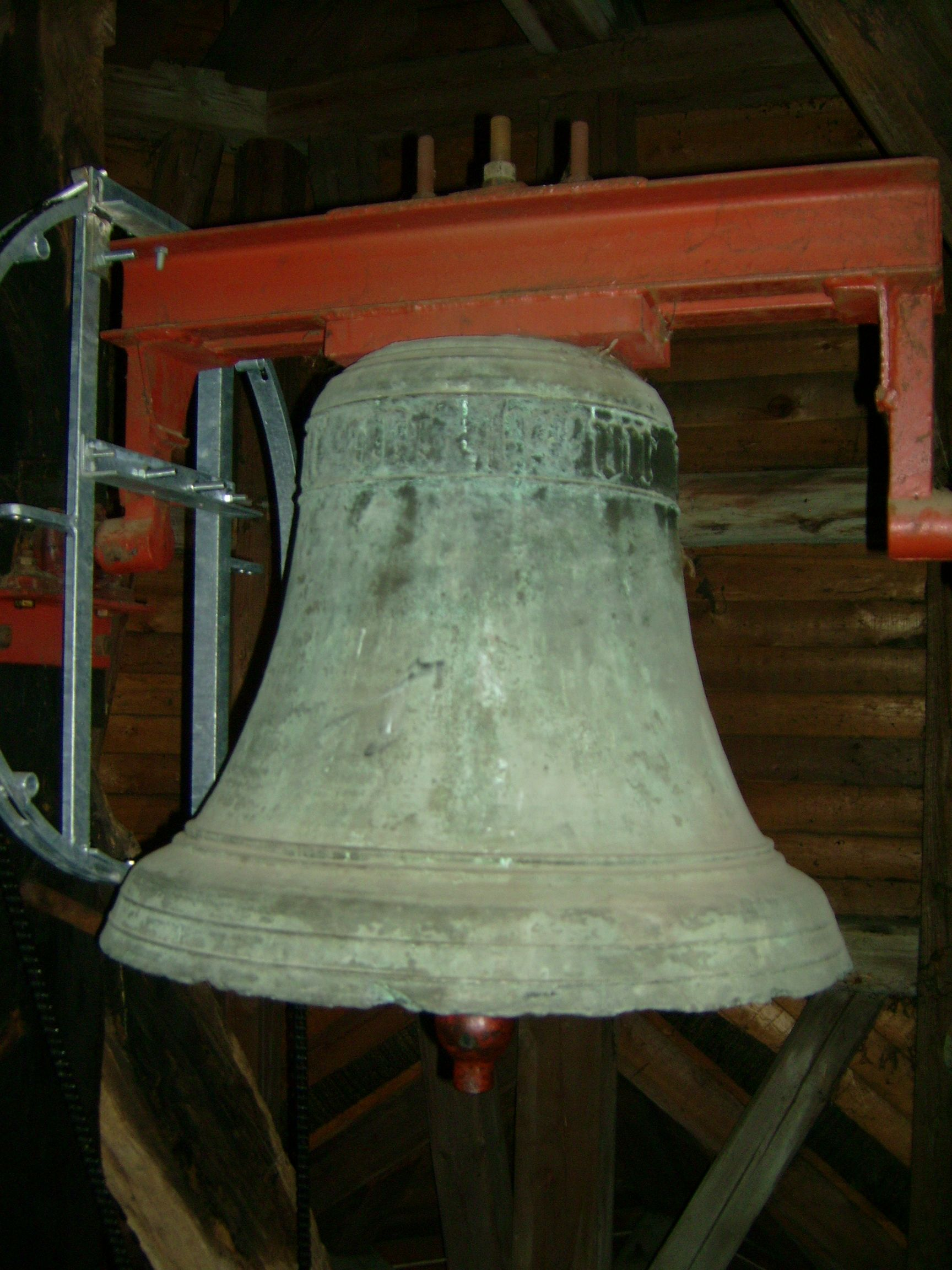
Die Glocke von 1477

Eine erste Orgel ist 1741 mit 5 Registern vermerkt. Am 10. Dezember 1900 beendet Emil Heerwagen  (Weimar) den Neubau einer Orgel in diesem Barockgehäuse. Die Orgelabnahme erfolgte am 12. Juni 1901	durch Alexander Wilhelm Gottschalg.
Eine der zwei Glocken aus dem 15. Jahrhundert blieb erhalten. Es ist eine 1477 gegossene unbezeichnete Bronzeglocke. In Minuskeln ist auf ihr zu lesen: anno dni  m cccc  lxxvii maria. Die zweite ist 1926 gesprungen und wurde von Franz Schilling Söhne (Apolda) im gleichen Jahr umgegossen. Auf ihr ist zu lesen: /1926 bin ich gesprung all Gem vors. R. Schlaeger liess m. umgiessen./ Auf der Schulter wurde das Schriftband der gesprungenen Glocke wieder eingesetzt. /michaЄ [Є verdreht]l [Relief Bischof] g [unvollständig und seitenverkehrt] ar [r statt s] [Relief der Kreuzigung] paRa [Relief Madonna mit Kind]/.